# Everniopsis
Everniopsis is een geslacht van korstmossen dat behoort tot de orde Lecanorales van de ascomyceten. De typesoort is Everniopsis trulla.

## Soorten
Volgens Index Fungorum telt het geslacht twee soorten (peildatum januari 2022):
| Soortnaam                    | Auteur(s)                 | Publicatiejaar |
| ---------------------------- | ------------------------- | -------------- |
| Everniopsis pseudoreticulata | (P.A. Duvign.) C.W. Dodge | 1959           |
| Everniopsis trulla           | (Ach.) Nyl.               | 1860           |